# اسپرس رنگین
اسپرس رنگین (نام علمی: Onobrychis subacaulis) نام یک گونه از سرده اسپرس است.